# Запис дом на месту старог записа (Грабовац)
Запис дом на месту старог записа (Грабовац) се налази на парцели чији је власник Црквена општина Грабовац.

## Локација
| Општина             | Свилајнац                                                                   |
| Катастарска општина | Грабовац                                                                    |
| Потес               | Карађорђева                                                                 |
| Координате          | 44° 11′ 56″ С; 21° 14′ 41″ И / 44.198900000000002° С; 21.244599999999998° И |
| Надморска висина    | 130m                                                                        |

## Карактеристике
Дендрометријске вредности утврђене на терену и сателитским снимцима:
| Стабло                     | Храст |
| Висина стабла              | m     |
| Обим дебла                 | m     |
| Пречник крошње             | 0m    |
| Пречник дебла              | m     |
| Висина дебла до прве гране | m     |

## База записа
Запис је у оквиру Викимедија пројекта "Запис - Свето дрво" заведен под редним бројем 0393.